# دي جي كاسيدي
دي جي كاسيدي (بالإنجليزية: DJ Cassidy)‏ هو دي جيه أمريكي، ولد في 1981 في نيويورك في الولايات المتحدة.

## وصلات خارجية
- الموقع الرسمي
- دي جي كاسيدي على موقع ميوزك برينز (الإنجليزية)
- دي جي كاسيدي على موقع أول ميوزيك (الإنجليزية)
- دي جي كاسيدي على موقع ديسكوغز (الإنجليزية)